# Кротон-он-Гадсон (Нью-Йорк)
Кротон-он-Гадсон (англ. Croton-on-Hudson) — селище (англ. village) в США, в окрузі Вестчестер штату Нью-Йорк. Населення — 8327 осіб (2020).

## Географія
Кротон-он-Гадсон розташований за координатами 41°12′35″ пн. ш. 73°54′4″ зх. д. / 41.20972° пн. ш. 73.90111° зх. д. (41.209652, -73.901152).  За даними Бюро перепису населення США в 2010 році селище мало площу 27,66 км², з яких 12,02 км² — суходіл та 15,64 км² — водойми.

## Демографія
Згідно з переписом 2010 року, у селищі мешкало 8070 осіб у 2956 домогосподарствах у складі 2178 родин. Густота населення становила 292 особи/км².  Було 3123 помешкання (113/км²).
Расовий склад населення:
| - 86,6 % — білих - 3,7 % — азіатів - 2,9 % — чорних або афроамериканців - 0,2 % — корінних американців - 3,6 % — осіб інших рас |

До двох чи більше рас належало 2,9 %. Частка іспаномовних становила 11,4 % від усіх жителів.
За віковим діапазоном населення розподілялося таким чином: 26,3 % — особи молодші 18 років, 59,3 % — особи у віці 18—64 років, 14,4 % — особи у віці 65 років та старші. Медіана віку мешканця становила 43,2 року. На 100 осіб жіночої статі у селищі припадало 92,3 чоловіків;  на 100 жінок у віці від 18 років та старших — 92,2 чоловіків також старших 18 років.
Середній дохід на одне домашнє господарство  становив 159 812 долари США (медіана — 131 475), а середній дохід на одну сім'ю — 173 085 доларів (медіана — 137 210). Медіана доходів становила 102 900 доларів для чоловіків та 62 000 доларів для жінок. За межею бідності перебувало 3,1 % осіб, у тому числі 3,6 % дітей у віці до 18 років та 2,7 % осіб у віці 65 років та старших.
Цивільне працевлаштоване населення становило 4013 осіб. Основні галузі зайнятості: освіта, охорона здоров'я та соціальна допомога — 26,5 %, науковці, спеціалісти, менеджери — 16,5 %, мистецтво, розваги та відпочинок — 10,8 %, роздрібна торгівля — 9,4 %.